# 韋塞萊 (赫梅利尼茨基州)
49°38′0″N 27°9′54″E / 49.63333°N 27.16500°E
韋塞萊（羅馬化：Vesele）是位於烏克蘭西部赫梅利尼茨基州赫梅利尼茨基區米羅柳布內市鎮的村莊。該村始建於1932年，面積0.68平方公里，海拔高度314米，2001年人口80，人口密度每平方公里118.2人。